# Circonscription de Kebridahar
La circonscription de Kebridahar est une des 23 circonscriptions législatives de l'État fédéré Somali, elle se situe dans la Zone Korahe. Son représentant actuel est Mehammed Serhaye.